# Ana Belén Álvaro Bascuñana
Ana Belén Álvaro Bascuñana, també coneguda com a ABA, (Conca, Castella-la Manxa, 24 d'abril de 1969) és una jugadora i entrenadora de bàsquet espanyola.
Formada al CB Mollet, va debutar als 15 anys a la Lliga Femenina amb el CB L'Hospitalet. Més endavant, va competir amb diversos equips de la competició, Natural Cusí El Masnou, Caja Toledo, BEX Banco Exterior, Ros Casares, Pool Getafe i Universitari de Barcelona, aconseguint els seu majors èxits entre 1992 i 1998 amb 6 lligues i 4 copes espanyoles, i essent subcampiona de l'Eurolliga de bàsquet femenina en tres ocasions. Al final de la temporada 1997-98, va fitxar pel club francès Union sportive Valenciennes Olympic, aconseguint la lliga i la copa francesa la temporada 2000-01 i essent subcampiona de l'Eurolliga. Amb la selecció espanyola de bàsquet fou internacional en 204 ocasions, guanyant la medalla d'or a l'Eurobasquet de 1993 i la de bronze a l'Eurobasquet de 2001 i aconseguí el cinquè lloc als Jocs Olímpics de Barcelona 1992. Va retirar-se professionalment de la competició al final de la temporada 2002-03.
Com a entrenadora, va debutar exercint el càrrec de segona entrenadora al club francès St. Amaund Leseau el 2003. Vinculada a la Federació Valenciana de Basquetbol, la temporada següent va dirigir el sènior B del Ros Casares i fou segona entrenadora del primer equip. Posteriorment, va fer-se càrrec del CBM Roquette Benifaio i des de l'any 2018 és entrenadora d'equips de formació del València Basket.

## Palmarès
Selecció espanyola
- 5è lloc als Jocs Olímpics d'Estiu de 1992
- 1 medalla d'or al Campionat d'Europa de bàsquet femení: 1993
- 1 medalla de bronze al Campionat d'Europa de bàsquet femení: 2001
- 1 medalla de bronze als Jocs Mediterranis de 1993

Clubs
- 6 Lligues espanyoles de bàsquet femenina: 1992-93, 1993-94, 1994-95, 1995-96, 1996-97, 1997-98
- 4 Copes espanyoles de bàsquet femenina: 1993-94, 1994-95, 1996-97, 1997-98
- 1 Lliga francesa de bàsquet femenina: 2000-01
- 1 Copa francesa de bàsquet femenina: 2000-01
- 1 Lliga catalana de bàsquet femenina: 2001-02